# Фрейзер, Нил
Нил Фрейзер (англ. Neale Fraser; 3 октября 1933, Мельбурн — 2 декабря 2024) — австралийский теннисист, теннисный тренер и спортивный администратор.
- Первая ракетка мира 1959 и 1960 годов
- Трёхкратный победитель турниров Большого шлема в одиночном разряде
- 16-кратный победитель турниров Большого шлема в мужском и смешанном парном разряде
- Четырёхкратный обладатель Кубка Дэвиса (1959—1962) в составе сборной Австралии
- Как тренер — капитан сборной Австралии в Кубке Дэвиса (1970—1993, обладатель Кубка в 1973, 1977, 1983 и 1986 годах) и в Кубке Федерации (1976—1978)
- Член Международного зала теннисной славы (с 1984) и Зала спортивной славы Австралии (с 1986)

## Игровая карьера
Левша Нил Фрейзер впервые принял участие в чемпионате Австралии в 18 лет — в 1952 году. Два года спустя Фрейзер и Клайв Уайлдерспин уже добрались до финала чемпионата Австралии в парном разряде, а сам Фрейзер стал победителем турнира в Осло, пробился в финал в Бордо и Гштаде и побывал в четвёртом круге чемпионата США. В 1955 году Фрейзер, партнёром которого был Кен Розуолл, дошёл до финала Уимблдонского турнира в мужском парном разряде, а в одиночном разряде стал победителем утешительного турнира Wimbledon Plate.
В 1956 году Фрейзер завоевал первый в карьере титул на турнирах Большого шлема, став чемпионом Австралии в смешанном парном разряде. С этого момента и до завершения карьеры в 1963 году он выигрывал турниры Большого шлема 19 раз — три раза в одиночном разряде, пять в смешанных парах и 11 — в мужском парном разряде. В мужских парах он выиграл каждый из турниров Большого шлема как минимум по два раза. Три из его побед были достигнуты в паре с Эшли Купером, а в семи случаях его партнёром был ещё один выдающийся австралийский теннисист — Рой Эмерсон (пару Фрейзер-Эмерсон теннисные историки называют одной из лучших за время существования игры). В смешанных парах четыре из пяти титулов были завоёваны в паре со знаменитой американкой Маргарет Осборн-Дюпон, старшей своего австралийского партнёра на 15 лет.
Помимо успехов в турнирах Большого шлема, с 1958 по 1963 год Фрейзер выступал в составе сборной Австралии в Кубке Дэвиса. Фрейзер завоевав со сборной этот трофей в 1959 году, сначала фактически в одиночку выиграв гостевой матч у сборной Мексики, несмотря на сильные боли в желудке, а затем в раунде вызова в Нью-Йорке взяв оба очка в одиночном разряде против сборной США). После этого он трижды подряд отстаивал Кубок Дэвиса в раунде вызова. На его счету также победы в международных чемпионатах Швейцарии и Испании.
Самыми удачными в карьере Фрейзера были 1959 и 1960 годы. Помимо двух Кубков Дэвиса, он трижды победил за эти два года на турнирах Большого шлема в одиночном разряде, дважды в миксте и четыре раза в мужских парах. На чемпионате США 1959 года он стал абсолютным чемпионом, победив во всех трёх разрядах, а через год повторил это достижение, которое с тех пор не покорилось ни одному теннисисту. Он также был как никогда близок к выигрышу чемпионата Австралии в одиночном разряде, но в финале 1960 года против Рода Лейвера не реализовал матч-бол в четвёртом сете и в итоге проиграл многочасовой поединок при 35-градусной жаре со счётом 7-5, 6-3, 3-6, 6-8, 6-8. Впервые попав в 1956 году в десятку лучших теннисистов-любителей мира, традиционно составляемую газетой Daily Teegraph, в 1959 и 1960 годах Фрейзер её возглавил, став неофициальной первой ракеткой мира.
Завоевав последние три титула на турнирах Большого шлема и в последний раз выиграв Кубок Дэвиса в 1962 году, Нил Фрейзер через год завершил игровую карьеру, в следующие несколько лет выступая всего в нескольких соревнованиях в год. Он неожиданно вновь вышел на корт на Уимблдонском турнире 1973 года в паре с младшим братом своего давнего соперника и партнёра Эшли Купера — Джоном. Австралийская пара сенсационно дошла до финала, где уступила в упорной борьбе двоим из ведущих теннисистов новой эпохи — Джимми Коннорсу и Илие Настасе.
В 1984 году Нил Фрейзер стал членом Международного зала теннисной славы, а через два года его имя было внесено в списки Зала спортивной славы Австралии.
Скончался 2 декабря 2024 года в возрасте 91 года.

### Стиль игры
Главным оружием Фрейзеры были одна из лучших подач его времени — низкая и резаная, а также смелые выходы к сетке и упорство, с которым он вёл борьбу.

## Участие в финалах турниров Большого шлема за карьеру

### Одиночный разряд (7)

#### Победы (3)
| Год  | Турнир              | Покрытие | Соперник в финале | Счёт в финале      |
| ---- | ------------------- | -------- | ----------------- | ------------------ |
| 1959 | Чемпионат США       | Трава    | Алекс Ольмедо     | 6-3, 5-7, 6-2, 6-4 |
| 1960 | Уимблдонский турнир | Трава    | Род Лейвер        | 6-4, 3-6, 9-7, 7-5 |
| 1960 | Чемпионат США (2)   | Трава    | Род Лейвер        | 6-4, 6-4, 9-7      |

#### Поражения (4)
| Год  | Турнир                  | Покрытие | Соперник в финале | Счёт в финале           |
| ---- | ----------------------- | -------- | ----------------- | ----------------------- |
| 1957 | Чемпионат Австралии     | Трава    | Эшли Купер        | 3-6, 11-9 4-6, 2-6      |
| 1958 | Уимблдонский турнир     | Трава    | Эшли Купер        | 6-3, 3-6, 4-6, 11-13    |
| 1959 | Чемпионат Австралии (2) | Трава    | Алекс Ольмедо     | 1-6, 2-6, 6-3, 3-6      |
| 1960 | Чемпионат Австралии (3) | Трава    | Род Лейвер        | 7-5, 6-3, 3-6, 6-8, 6-8 |

### Мужской парный разряд (18)

#### Победы (11)
| Год  | Турнир                  | Покрытие | Партнёр     | Соперники в финале               | Счёт в финале            |
| ---- | ----------------------- | -------- | ----------- | -------------------------------- | ------------------------ |
| 1957 | Чемпионат Австралии     | Трава    | Лью Хоуд    | Малькольм Андерсон Эшли Купер    | 6-3, 8-6, 6-4            |
| 1959 | Чемпионат США           | Трава    | Эшли Купер  | Гарднар Маллой Бадж Патти        | 4-6, 6-3, 9-7, 6-3       |
| 1958 | Чемпионат Австралии (2) | Трава    | Эшли Купер  | Роберт Марк Рой Эмерсон          | 7-5, 6-8, 3-6, 6-3, 7-5  |
| 1958 | Чемпионат Франции       | Грунт    | Эшли Купер  | Эйб Сегал Боб Хоу                | 3-6, 8-6, 6-3, 7-5       |
| 1959 | Уимблдонский турнир     | Трава    | Рой Эмерсон | Род Лейвер Роберт Марк           | 8-6, 6-3, 14-16, 9-7     |
| 1959 | Чемпионат США (2)       | Трава    | Рой Эмерсон | Бутч Бухгольц Алекс Ольмедо      | 3-6, 6-3, 5-7, 6-4, 7-5  |
| 1960 | Чемпионат Франции (2)   | Грунт    | Рой Эмерсон | Хосе Луис Арилья Андрес Химено   | 6-2, 8-10, 7-5, 6-4      |
| 1960 | Чемпионат США (3)       | Трава    | Рой Эмерсон | Род Лейвер Роберт Марк           | 9-7, 6-2, 6-4            |
| 1961 | Уимблдонский турнир (2) | Трава    | Рой Эмерсон | Фред Столл Боб Хьюитт            | 6-4, 6-8, 6-4, 6-8, 8-6  |
| 1962 | Чемпионат Австралии (3) | Трава    | Рой Эмерсон | Фред Столл Боб Хьюитт            | 4-6, 4-6, 6-1, 6-4, 11-9 |
| 1962 | Чемпионат Франции (3)   | Грунт    | Рой Эмерсон | Вильгельм Бунгерт Кристиан Кунке | 6-3, 6-4, 7-5            |

#### Поражения (7)
| Год  | Турнир                  | Покрытие | Партнёр           | Соперники в финале                 | Счёт в финале           |
| ---- | ----------------------- | -------- | ----------------- | ---------------------------------- | ----------------------- |
| 1954 | Чемпионат Австралии     | Трава    | Клайв Уайлдерспин | Мервин Роуз Рекс Хартвиг           | 3-6, 4-6, 2-6           |
| 1955 | Уимблдонский турнир     | Трава    | Кен Розуолл       | Рекс Хартвиг Лью Хоуд              | 5-7, 4-6, 3-6           |
| 1957 | Уимблдонский турнир (2) | Трава    | Лью Хоуд          | Гарднар Маллой Бадж Патти          | 10-8, 4-6, 4-6, 4-6     |
| 1958 | Уимблдонский турнир (3) | Трава    | Эшли Купер        | Свен Давидсон Ульф Шмидт           | 4-6, 4-6, 6-8           |
| 1959 | Чемпионат Франции       | Грунт    | Рой Эмерсон       | Никола Пьетранджели Орландо Сирола | 3-6, 2-6, 12-14         |
| 1960 | Чемпионат Австралии (2) | Трава    | Рой Эмерсон       | Роберт Марк Род Лейвер             | 6-1, 2-6, 4-6, 4-6      |
| 1973 | Уимблдонский турнир (4) | Трава    | Джон Купер        | Джимми Коннорс Илие Настасе        | 6-3, 3-6, 4-6, 9-8, 1-6 |

### Смешанный парный разряд (7)

#### Победы (5)
| Год  | Турнир              | Покрытие | Партнёр               | Соперники в финале           | Счёт в финале   |
| ---- | ------------------- | -------- | --------------------- | ---------------------------- | --------------- |
| 1956 | Чемпионат Австралии | Трава    | Берил Пенроуз         | Мэри Бевис-Хотон Рой Эмерсон | 6-2, 6-4        |
| 1958 | Чемпионат США       | Трава    | Маргарет Осборн-Дюпон | Мария Буэно Алекс Ольмедо    | 6-3, 3-6, 9-7   |
| 1959 | Чемпионат США (2)   | Трава    | Маргарет Осборн-Дюпон | Джанет Хоппс Роберт Марк     | 7-5, 13-15, 6-2 |
| 1960 | Чемпионат США (3)   | Трава    | Маргарет Осборн-Дюпон | Мария Буэно Антонио Палафокс | 6-3, 6-2        |
| 1962 | Уимблдонский турнир | Трава    | Маргарет Осборн-Дюпон | Энн Хейдон Деннис Ралстон    | 2-6, 6-3, 13-11 |

#### Поражения (2)
| Год  | Турнир                  | Покрытие | Партнёр      | Соперники в финале      | Счёт в финале |
| ---- | ----------------------- | -------- | ------------ | ----------------------- | ------------- |
| 1957 | Уимблдонский турнир     | Трава    | Алтея Гибсон | Дарлин Хард Мервин Роуз | 4-6, 5-7      |
| 1959 | Уимблдонский турнир (2) | Трава    | Мария Буэно  | Дарлин Хард Род Лейвер  | 4-6, 3-6      |

## Участие в финалах Кубка Дэвиса (6)
| Результат | №  | Год  | Место проведения    | Команда                                       | Соперники                               | Счёт |
| --------- | -- | ---- | ------------------- | --------------------------------------------- | --------------------------------------- | ---- |
| Поражение | 1. | 1958 | Брисбен, Австралия  | Австралия М. Андерсон, Э. Купер, Н. Фрейзер   | США Б. Маккей, А. Ольмедо, Г. Ричардсон | 2:3  |
| Победа    | 1. | 1959 | Нью-Йорк, США       | Австралия Р. Лейвер, Н. Фрейзер, Р. Эмерсон   | США Б. Бухгольц, Б. Маккей, А. Ольмедо  | 3:2  |
| Победа    | 2. | 1960 | Сидней, Австралия   | Австралия Р. Лейвер, Н. Фрейзер, Р. Эмерсон   | Италия Н. Пьетранджели, О. Сирола       | 4:1  |
| Победа    | 3. | 1961 | Мельбурн, Австралия | Австралия Р. Лейвер, Н. Фрейзер, Р. Эмерсон   | Италия Н. Пьетранджели, О. Сирола       | 5:0  |
| Победа    | 4. | 1962 | Брисбен, Австралия  | Австралия Р. Лейвер, Н. Фрейзер, Р. Эмерсон   | Мексика Р. Осуна, А. Палафокс           | 5:0  |
| Поражение | 2. | 1963 | Аделаида, Австралия | Австралия Дж. Ньюкомб, Н. Фрейзер, Р. Эмерсон | США Ч. Маккинли, Д. Ралстон             | 2:3  |

## Тренерская и административная работа
В 1970 году Нил Фрейзер стал капитаном сборной Австралии в Кубке Дэвиса и оставался на этом посту до 1993 года. За это время он четырежды выигрывал со сборной Кубок Дэвиса — в 1973, 1977, 1983 и 1986 годах. С 1976 по 1978 год одновременно с мужской командой он также возглавлял женскую сборную Австралии, выступающую в Кубке Федерации, три года подряд выводя её в финал этого соревнования.
Избранный в 1986 году членом Зала спортивной славы Австралии Фрейзер был президентом этой структуры с 1995 по 2005 год. В течение 15 лет он входил в состав организационного комитета Кубка Дэвиса. Он также был председателем теннисной секции на Олимпийских играх 1988 и 1992 годов — на первых двух Олимпиадах, где теннис был возвращён в официальную программу соревнований после более чем полувекового перерыва. За свои заслуги перед спортом он был произведён в кавалеры ордена Британской империи и ордена Австралии.